# Восстание комунерос
Восстание комуне́рос (исп. Guerra de las Comunidades de Castilla) — восстание в 1520—1522 годах кастильских городов во главе с Толедо против императорской власти императора Священной Римской империи Карла V, являвшегося также испанским королём под именем Карл I.
Восстание было направлено против использования доходов Карлом V испанской казны для осуществления его имперской политики и против назначения им на важные государственные и церковные должности в Испании фламандцев. В мае 1520 года Карл V добился согласия депутатов кастильских кортесов на очередную денежную субсидию с помощью подкупа и угроз, после чего покинул Испанию, оставив там своим наместником фламандца кардинала Адриана Утрехтского. Это и стало поводом к началу восстания.
Восставшие создали «Священную хунту Сообществ Кастилии» (исп. La Santa Junta de las Comunidades de Castilla), к которой присоединились почти все города Кастилии, в том числе столица Вальядолид. Восставшие настаивали на том, чтобы Карл V жил в Испании, протестовали против абсолютизма Карла и его нидерландских советников во имя национальных учреждений Иберии; требовали отстранения иностранцев от управления, регулярного созыва ко́ртесов, расширения городского самоуправления, запрета вывоза золотой монеты за границу. Движение комунерос приняло совершенно демократический характер.
Восставшие провозгласили Хуану Безумную правительницей Испании. Широкий размах движения, принявшего с 1521 года антидворянский характер, побудил дворянство перейти на сторону короля. В битве при Вильяларе (23 апреля 1521) силы Комунерос, возглавлявшиеся Хуаном Падильей, были разгромлены, сам он и другие вожди Хунты взяты в плен и казнены. В 1522 году сопротивление восставших было окончательно сломлено. Правительственные репрессии продолжались до 1526 года.

### Комментарии
1. ↑  Термин «комунеро» (ед.ч., исп. comunero), то есть участник движения комунерос (мн.ч.), производное от «comunidad» — сообщество.